# ダブリン・ジェローム高校

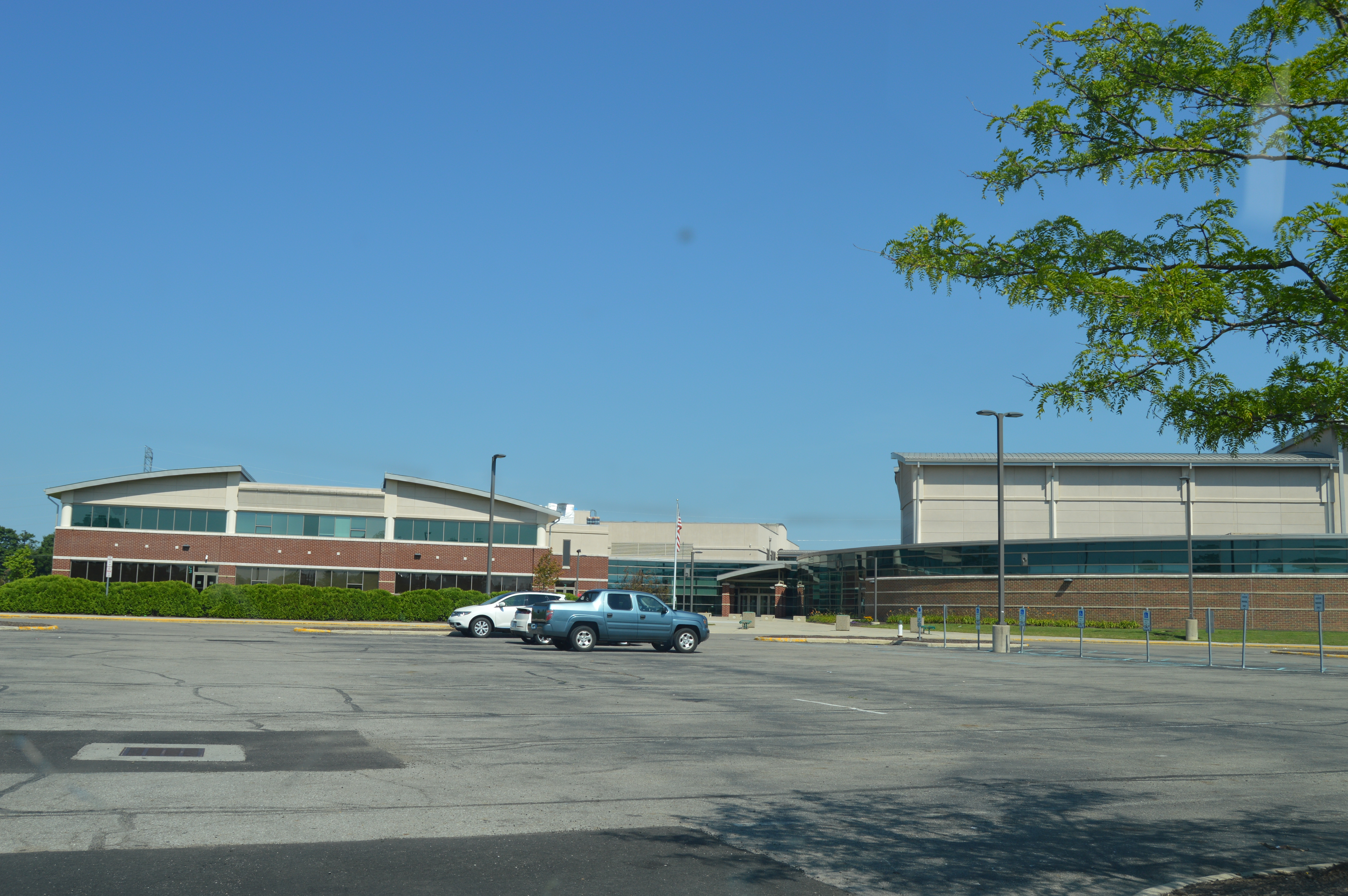
ダブリン・ジェローム高校

ダブリン・ジェローム高校（―こうこう、英: Dublin Jerome High School）はアメリカ合衆国オハイオ州の中央部、ダブリン市にある市立高校。ダブリン学区にある3つの高校（Coffman, ）の中でも最も新しく設立された学校であり、2004年の9月に授業を開始した（米国では9月から新学期が始まる）。地理的にユニオン郡（Union County）の一部を校舎に使っているが、生徒のほとんどはフランクリン郡（Franklin County）かデラウェア郡（Delaware County）からバスなどを利用して来校している。2008年現在の校長はサンキー校長(Mrs. Sankey)。この学校のマスコットキャラクターは"Celtic Man"である。
"Celt"という言葉はほとんどの地域で「セルト」と発音されるが、ここの学校では「ケルト」と発音される。

## 受講可能な科目
オハイオ州の教育システムでは、数学は「数I」「数II」と日本のようには分けず、Algebra（代数学）、Geometry（幾何学）、Calculus（微積分学）など数学の種類ずつにわけ、一年かけてそれらを勉強する。数学のほかに英語、理科、体育、音楽など日本の学校でも習うものから、心理学や会計学、外国語やメディアなどのクラスも受講することができる。
例として、社会系のクラスと語学系のクラスで受講可能なクラスを挙げる。
- 社会系
  - 世界史(必修)
  - 米国史(必修)
  - 米国政治(必修)
  - 経済学
  - 国際関係学
  - 心理学
  - 社会学
  - 哲学
- 語学系
  - ドイツ語
  - スペイン語
  - ラテン語
  - フランス語
  - 日本語
  - 中国語(2009年導入予定)
  - ESL(英語が母国語ではない人の為の英語のクラス。あくまで語学のクラスなので、数学や社会などは英語でアメリカ人と一緒に授業を受ける形となっている)
  - 英語

卒業するに当たって、生徒は最低でも2年間の言語を受講しなければいけない。(ESL生徒を除く。しかし、ESL生徒でも「第三ヶ国語」として取っている生徒も存在する)
2009年度から国際バカロレア資格認定のクラスも受講可能になる。

## 国際性
この学校の人種の統計をみると約80%以上を白人が占め、残りの大半をアジア人、そしてその残りの数%を黒人が占めている。あまり人種が均等に混じってはいないが、毎年世界各国から数人留学生を受け入れていて、そして毎年春にはInternational Dayという世界各国の文化を体験する日を設け国際化を図っている。ESLでは日本からの生徒もたくさん来校し、韓国やクウェート、またはインドなどから来た生徒などと、英語を習う傍らお互いに宿題を助けあうなど「異文化圏の人たちと協力し合う」という今後未来で重要視されることも身につけている。